# Asbis România
Asbis România este filiala grupului Asbis Enterprise, unul dintre cei mai mari furnizori de componente pentru PC-uri din Europa, Orientul Mijlociu și Africa.
Cifra de afaceri:
- 2010: 30 milioane dolari[1]
- 2007: 62 milioane dolari, (39,45 milioane Euro)[2].